# 阿科莱 (维罗纳省)
阿科莱（義大利語：Arcole）是意大利威尼托大区维罗纳省的一个市镇。总面积18.81平方公里，人口6227人，人口密度331.0人/平方公里（2009年）。国家统计（ISTAT）代码为023004。

## 友好城市
- 法國卡德内